# Astymachus phainae
Astymachus phainae är en stekelart som beskrevs av Sugonjaev 1996. Astymachus phainae ingår i släktet Astymachus och familjen sköldlussteklar.
Artens utbredningsområde är Vietnam. Inga underarter finns listade.